# Masclat
Masclat é uma comuna francesa na região administrativa de Occitânia, no departamento de Lot. Estende-se por uma área de 10,02 km². Em 2010 a comuna tinha 369 habitantes (densidade: 36,8 hab./km²).